# Barrio de San Fermín (Parla)
El barrio de San Fermín es un barrio de la localidad madrileña de Parla situado en el distrito Suroeste de la ciudad.

## Urbanismo
El Barrio de San Fermín dispone de viviendas de pisos, muy próximo a la urbanización del barrio de Fuentebella, dentro de San Fermín se incluye una nueva zona denominada (PAU-2) Leguario norte y (PAU-4) Leguario sur, que mayoritariamente cuenta con vivienda unifamiliares.

### Callejero
El nombre que reciben las calles del barrio de San Fermín tienen mayoritariamente relación con personas relacionadas con la música principalmente compositores, mientras que la zona del Leguario sus calles tiene relación con escultores y escritores. Su estructura es la siguiente: 
| - Referencia en la música - C/ Manuel de Falla - C/ Pablo Casals - C/ Palo Sorozábal - C/ Isaac Aveníz - C/ Enrique Granados - C/ Joaquín Rodrigo - C/ Joaquín Turina - C/ Ataulfo Argenta |  | - Referencia en a Escultores (Leguario Norte) - C/ Eduardo Chillida - C/ Julio González - C/ Pablo Gargallo - C/ Mario Benlliure - C/ Agustín Ibarrola - C/ Cristino Mallo - AV. del Leguario |  | - Referencia en la escritores (Leguario Sur) - C/ Luis Chamizo - C/ Jorge Luis Borges - C/ Gabriel García Márquez - C/ Octavio Paz - C/ Ernesto Sabata - C/ Julio Cortázar - C/ Isabel Allende - C/ Laura Esquivel - C/ Juan Rulfo - C/ Pablo Neruda - C/ Alejo Carpentier - C/ Mario Vargas Llosa |

### Parques urbanos
Cuenta con zonas ajardinadas y algún pequeño parque.

### Centro deportivo
Esta limitado justamente en la zona del polideportivo y piscinas municipales. 